# Чезаре Малдини
Чезаре Малдини (итал. Cesare Maldini; Трст, 5. фебруар 1932 — Милано, 3. април 2016) био је италијански фудбалер и фудбалски тренер. Његов син Паоло је такође био фудбалер.

## Биографија

### Играчка
Малдини је рођен у Трсту, гдје је почео врло успешну фудбалску каријеру, играјући за Триестину. Највећи део играчке каријере провео је у Милану, за који је играо од 1954. до 1966. године, те с "црвено-црнима" освојио четири титуле првака Италије. 
Са Миланом је 1963. године освојио и Куп европских шампиона, када је као капитен предводио свој тим до 2:1 победе над Бенфиком у финалу одиграном на лондонском Вемблију. Играчку каријеру је завршио у Торину.

### Тренерска
Малдини је 1970. године почео успешну тренерску каријеру, као помоћни тренер у Милану.
Био је помоћник Енцу Берцоту на клупи италијанске репрезентације која је 1982. године освојила титулу светског првака у Шпанији.
Од 1986. до 1996. године водио је италијанску репрезентацију до 21 године, која је три пута заредом, од 1992. до 1996. године, освајала наслов европског првака.
У победничкој екипи из 1996. године главне звезде су били Ђанлуиђи Буфон, Фабио Канаваро и Франческо Тоти, који ће десет година после у Немачкој Италију водити и до сениорског наслова светског првака.
Чезаре Малдини је за кормилом А репрезентације Италије провео две године и водио "Азуре" на СП-у 1998. године у Француској, где је капитенску траку поверио свом сину Паолу. Италија је била прва у групи с Чилеом (2:2), Камеруном (3:0) и Аустријом (2:1), у осмини финала је избацила Норвешку (1:0), а у четвртфиналу испала од домаћина Француске после извођења једанаестераца, након што у 120 минута није било голова.
Осим Италије, Чезаре Малдини је на СП-у водио и репрезентацију Парагваја 2002. у Јапану и Јужној Кореји, где су у осмини финала поражени од каснијег финалисте Немачке, поготком Оливера Нојвила у 89. минути.
Био је то последњи Малдинијев тренерски ангажман, а на том је првенству, као 70-годишњак, био најстарији међу свим селекторима.

### Последње године
По завршетку тренерске каријере Малдини се бавио новинарским послом, радећи као стручни коментатор за неколико телевизијских кућа.
Преминуо је 3. априла 2016. године у Милану.

## Трофеји
Као играч
Милан
- Серија А (4) : 1954/55, 1956/57, 1958/59, 1961/62.
- Куп европских шампиона (1) : 1962/63.
- Латински куп (1) : 1956.

Појединачно
- Најбољи тим Светског првенства : 1962.
- Италијанска фудбалска кућа славних : 2016.

Као тренер
Милан
- Куп победника купова (1): 1972/73.
- Куп Италије (1) : 1972/73.

Репрезентација Италије до 21 године
- Европско првенство до 21 године (3) : 1992, 1994, 1996.